# キラウエア米軍キャンプ

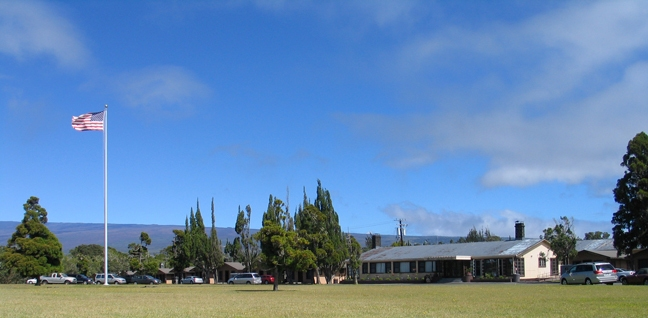
キラウエア米軍キャンプへの入口

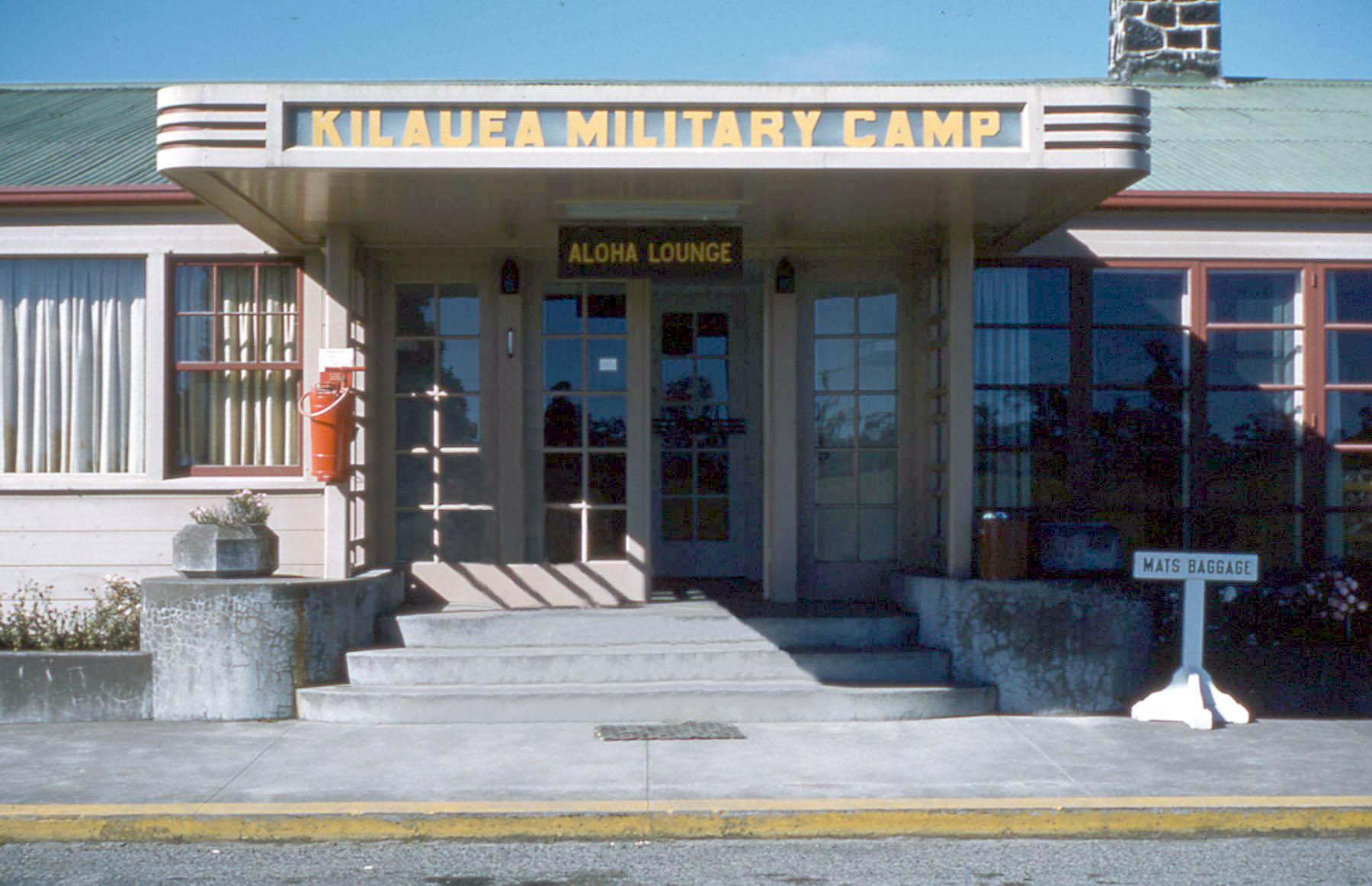
キラウエア米軍キャンプの受付

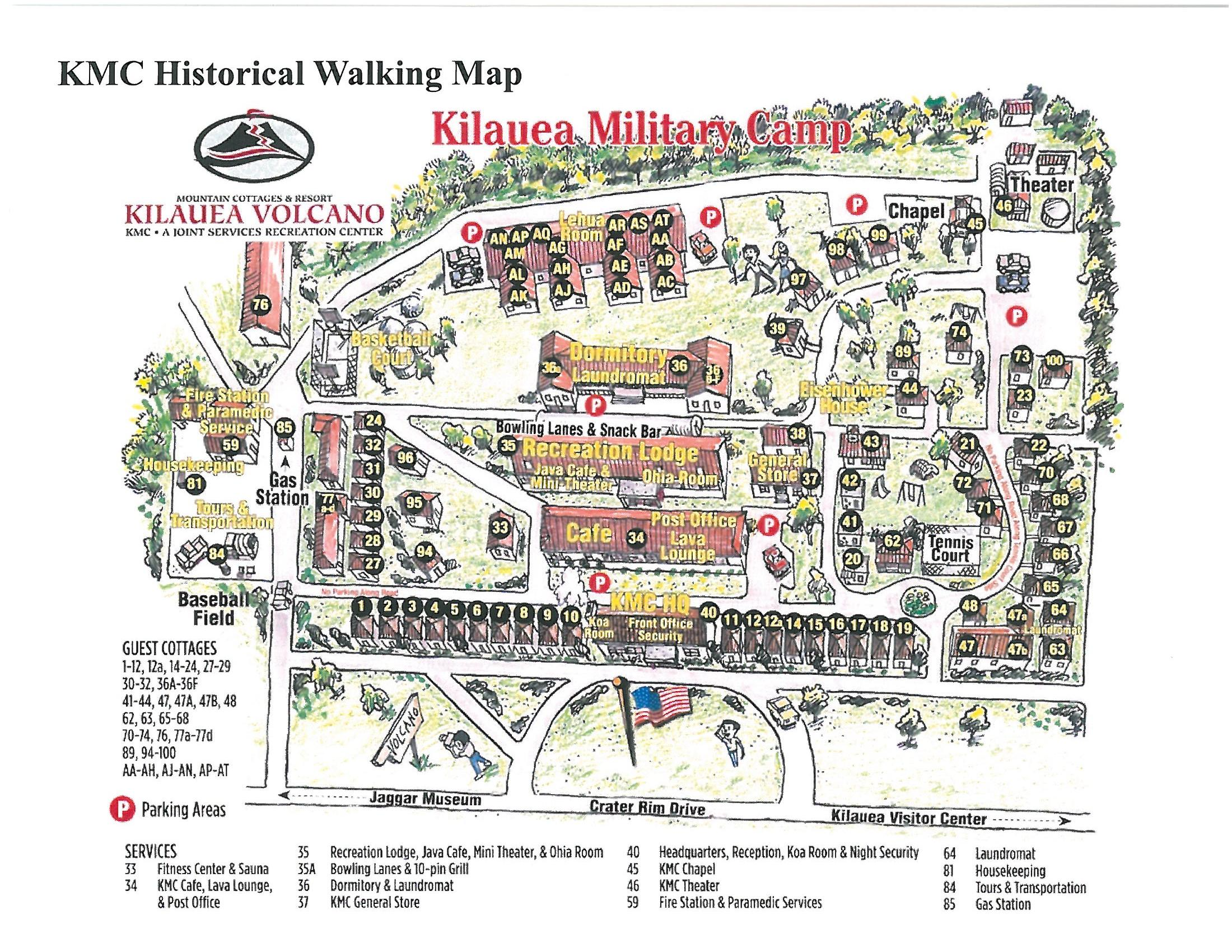
土曜日に開催されるキラウエア米軍キャンプのウォーキング・ツアー（表）

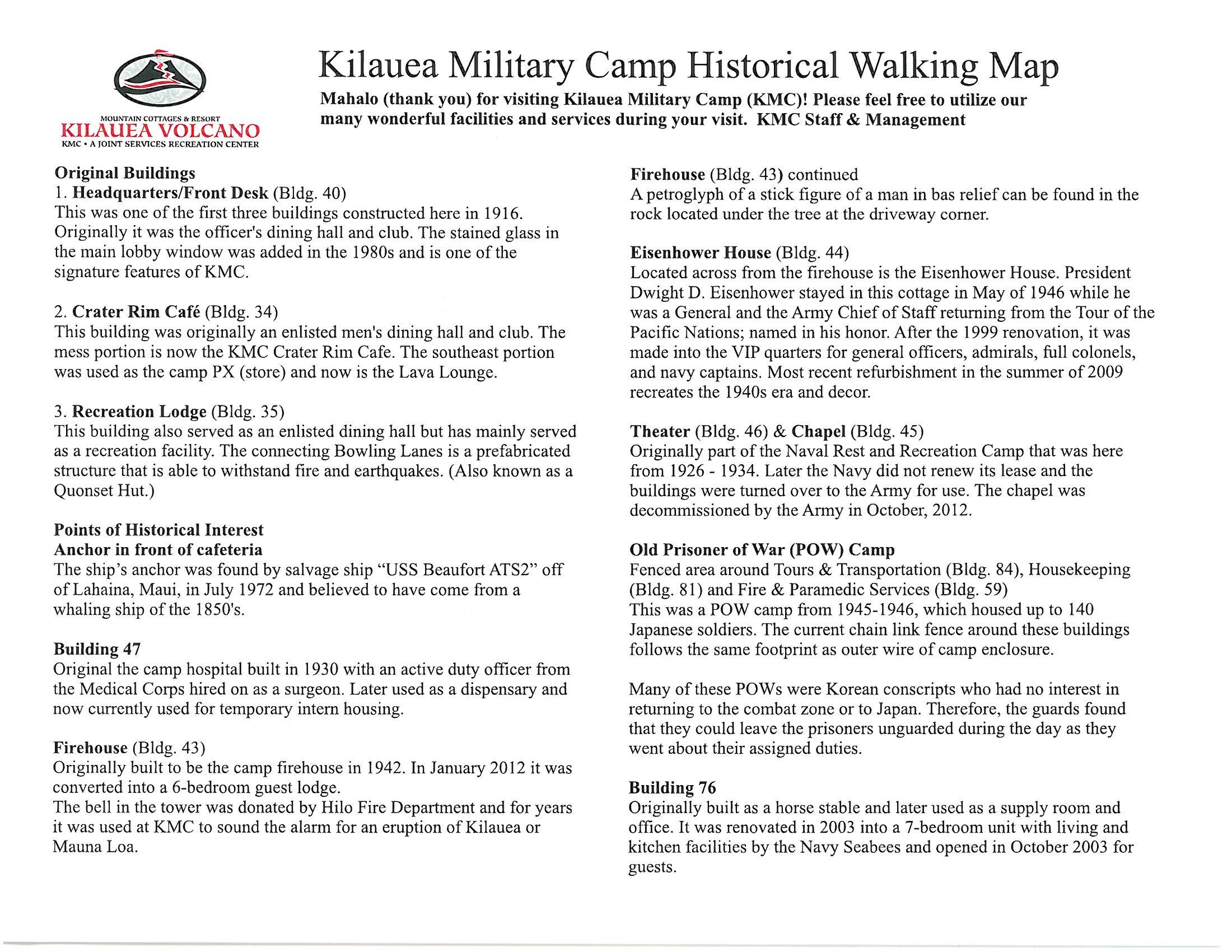
土曜日に開催されるキラウエア米軍キャンプのウォーキング・ツアー（裏）

キラウエア米軍キャンプ（キラウエアべいぐんキャンプ、英語: Kilauea Military Camp、略称：KMC）はアメリカ合衆国ハワイ州ハワイ島のキラウエア火山を中心とするハワイ火山国立公園にある米軍キャンプで、もともとは軍人・予備役の休養施設（Morale, Welfare and Recreation）であるが、太平洋戦争中は日系人強制収容所の一つでもあり、現在は食堂・宿泊施設を利用した様々な一般人活動にも開放されている。

## 歴史
1916年、ビショップ・エステートが所有する土地にヒロのビジネスマンたちによって軍人の休養所および州兵訓練の場として設立されて、利用が始まった。同年に8月にハワイ火山国立公園が設立され、11月には正式に開所式が行われた。1921年には土地利用権は国立公園局に移り、同年にキャンプの施設管理は陸軍に移管された。1922年までにここで休養した軍人は、5,000人に登っている。その後、恒久的なゲスト・ハウス、郵便局、パン屋、理髪店、電気設備、給水設備なども設置された。
1940年代になり太平洋戦争中は、ここはハワイで17か所設立された日系人強制収容所の一つとなっている。各収容者はヒロの司法施設に呼び出されて尋問を受け、疑わしいと判断された者はさらにアメリカ本土にある強制収容所へ送られた。 ハワイではアメリカ本土と違い、日系人全体が収容所へ送られることはなく、日系人社会の有力者などのみが収容されて、ここには常時約百人の日系人が収容されていたといわれる。その他のそうしたハワイでの収容所のおもなものには、ホノウリウリ抑留キャンプ（オアフ島）、サンド・アイランド収容所（Sand Island、オアフ島付近）、ハイク（Haiku、マウイ島）、カラヘオ（Camp Kalaheo、カウアイ島）があった。
この軍施設へは有名人も訪れていて、後にアメリカ合衆国大統領になるドワイト・D・アイゼンハワーも1946年にここへ来ている。

## 現状
2011年、アメリカ国防省のハレ・コア・ホテル（Hale Koa Hotel、本部：ワイキキ）が所有する米軍レクリエーション・センター（Armed Forces Recreation Centers）3カ所の1つとなった。現在は軍人・予備役の好みも多様化しているので、教育およびNPO関係のアメリカ市民へも食堂・宿泊施設を利用した様々な活動にも開放されている。

## 交通
KMCはハワイ州道11号線上にあり、ハワイ島東部の大都会であるヒロからは南西にケアアウ（Kaeaau）を通り、ヒロからの距離が約28マイル（約45km）の所にあるハワイ火山国立公園入口を過ぎて、すぐ左手にある。ハワイ島西部のコナからは距離は95マイル（約152km）の所である。 　国立公園の中からは、公園入り口へ入ってビジターセンターを過ぎてハレマウマウ火口観察所（Hawaiian Volcano Observatory）へ行く道（Crater Rim Road）で、蒸気吹き出し口（Steam Vents）を過ぎて、すぐ右手にある。